# Sgt. Pepper's Lonely Hearts Club Band (canção)
"Sgt. Pepper's Lonely Hearts Club Band" é uma canção da banda de rock inglesa The Beatles, escrita por Paul McCartney, creditada a Lennon–McCartney e lançada em 1967 no álbum homônimo. A música aparece duas vezes no álbum: como faixa de abertura (seguindo para "With a Little Help from My Friends") e como "Sgt. Pepper's Lonely Hearts Club Band (Reprise)", a penúltima faixa (seguindo para "A Day in the Life"). Assim como o título da música, a letra apresenta a banda fictícia que se apresenta no álbum.
O conceito do álbum e da canção foi concebido por McCartney em 1966, durante um voo de volta para a Inglaterra, onde um álbum inteiro seria encenado com os Beatles assumindo um alter ego em uma banda fictícia. A canção foi gravada em fevereiro de 1967 e lançada em maio do mesmo ano. Desde o lançamento do álbum, a canção também foi lançada em vários singles e álbuns de compilação dos Beatles. A canção também foi interpretada por vários outros artistas, incluindo Jimi Hendrix, U2 e Bill Cosby.

## Autoria e gravação
Em novembro de 1966, no voo de volta para a Inglaterra após férias no Quênia, McCartney concebeu uma ideia na qual um álbum inteiro seria encenado, com cada um dos Beatles assumindo um alter ego na "Lonely Hearts Club Band", que então faria um concerto para uma plateia. Dizem que a inspiração surgiu quando o roadie Mal Evans perguntou a McCartney o que significavam as letras "S" e "P" nos potes das bandejas de refeição a bordo, e McCartney explicou que eram para sal e pimenta. Isso levou ao conceito da Sgt. Pepper's Lonely Hearts Club Band, bem como à música.
O empresário do grupo, Neil Aspinall, sugeriu a ideia de Sgt. Pepper ser o compère, assim como a reprise no final do álbum. De acordo com seus diários, Evans também pode ter contribuído para a música. John Lennon atribuiu a ideia de Sgt. Pepper a McCartney, embora a canção seja oficialmente creditada a Lennon–McCartney. Os Beatles gravaram a faixa no estúdio 2 do Abbey Road, com George Martin na produção e Geoff Emerick na engenharia. O trabalho na música começou em 1º de fevereiro de 1967 e, após mais três sessões, a gravação foi concluída em 6 de março de 1967.

## Estrutura da música
No álbum Sgt. Pepper's Lonely Hearts Club Band, a música abre com o som de uma plateia tagarela e uma orquestra afinando, que foi retirada da sessão de orquestra de 10 de fevereiro para "A Day in the Life". Os sons da multidão editados na música foram gravados no início da década de 1960 por Martin, durante uma gravação ao vivo do show Beyond the Fringe.  A banda é então apresentada pelo nome. A estrutura da música é:
1. Introdução (instrumental)
2. Verso
3. Ponte (instrumental)
4. Refrão
5. Ponte
6. Verso
7. Ponte instrumental e transição para "With a Little Help from My Friends".[8]

A música é em sol maior, com um compasso em 4/4. Um quarteto de trompas foi usado para preencher as seções instrumentais.

## Reprise
"Sgt. Pepper's Lonely Hearts Club Band (Reprise)" é uma reprise modificada da música de abertura em um ritmo mais rápido e com instrumentação mais pesada. A faixa abre com a contagem de McCartney; entre 2 e 3, Lennon brinca dizendo "Tchau!". Ringo Starr começa a música tocando a parte da bateria sem acompanhamento por quatro compassos, no final dos quais um breve glissando de baixo de McCartney dá a deixa para o conjunto completo de duas guitarras elétricas distorcidas (tocadas por George Harrison e Lennon), baixo, bateria e percussão overdub. Além disso, McCartney fez uma sobreposição de uma parte do órgão Hammond na faixa.
Enquanto a primeira versão da música permaneceu em grande parte na tonalidade de Sol maior (exceto pela modulação transitória para Fá e talvez Dó nas pontes), a reprise começa em Fá e apresenta uma modulação para Sol.
A ideia de uma reprise foi de Aspinall, que pensou que, assim como havia uma "canção de boas-vindas", também deveria haver uma "canção de despedida". A música contém basicamente a mesma melodia da versão de abertura, mas com letras diferentes e omitindo a seção "It's wonderful to be here" ("É maravilhoso estar aqui"). Com 1:18, é uma das músicas mais curtas dos Beatles (a mais curta é "Her Majesty" com 0:23). A reprise foi gravada em 1º de abril de 1967, dois meses após a versão que abre o álbum.
Em 2006, a reprise foi relançado no álbum Love, que foi uma produção teatral do Cirque du Soleil. A versão atualizada é um remix com samples de outras músicas dos Beatles e desaparece gradualmente antes do cross-fade para "A Day in the Life".

## Lançamentos
Foi lançado originalmente no Reino Unido em 26 de maio de 1967 e nos Estados Unidos em 2 de junho de 1967 no LP Sgt. Pepper's Lonely Hearts Club Band.
Quando o contrato de gravação dos Beatles com a EMI expirou em 1976, a EMI ficou livre para relançar músicas do catálogo dos Beatles e, em 1978, lançou "Sgt. Pepper's Lonely Hearts Club Band"/"With a Little Help from My Friends" como lado A de um single, com "A Day in the Life" como lado B. O single foi lançado pela Capitol nos EUA em 14 de agosto (logo após o lançamento do filme Sgt. Pepper's Lonely Hearts Club Band ), alcançando a posição 71 em 30 de setembro de 1978, onde permaneceu por duas semanas. O single foi lançado pela Parlophone no Reino Unido em setembro.
| País        | Lista             | Posição |
| ----------- | ----------------- | ------- |
| Reino Unido | Music Week        | 63      |
| EUA         | Billboard Hot 100 | 71      |
| EUA         | Cash Box          | 92      |
| EUA         | Record World      | 103     |

A gravação original da canção está inclusa nos álbuns de compilação dos Beatles 1967–1970 (1973) e Yellow Submarine Songtrack (1999). O caderno usado por McCartney contendo as letras de "Sgt. Pepper's Lonely Hearts Club Band" e outras canções foi colocado à venda em 1998.

## Performances ao vivo
"Sgt. Pepper's Lonely Hearts Club Band" nunca foi tocada ao vivo pelos Beatles. Foi tocada por três dos ex-membros da banda (McCartney, Harrison e Starr) junto com Eric Clapton em 19 de maio de 1979, na festa de casamento de Clapton.
Paul McCartney tocou a música ao vivo na Paul McCartney World Tour de 1989–90. Em turnês subsequentes, ele tocaria a versão reprisada e a usaria como introdução para "The End". Quando a apresentação é lançada, geralmente é listada como "Sgt. Pepper's/The End", abreviação do nome da música. Quando McCartney a executa, ele geralmente adiciona a contagem após o início da parte da bateria, ao contrário da contagem de McCartney que precede a abertura da bateria.

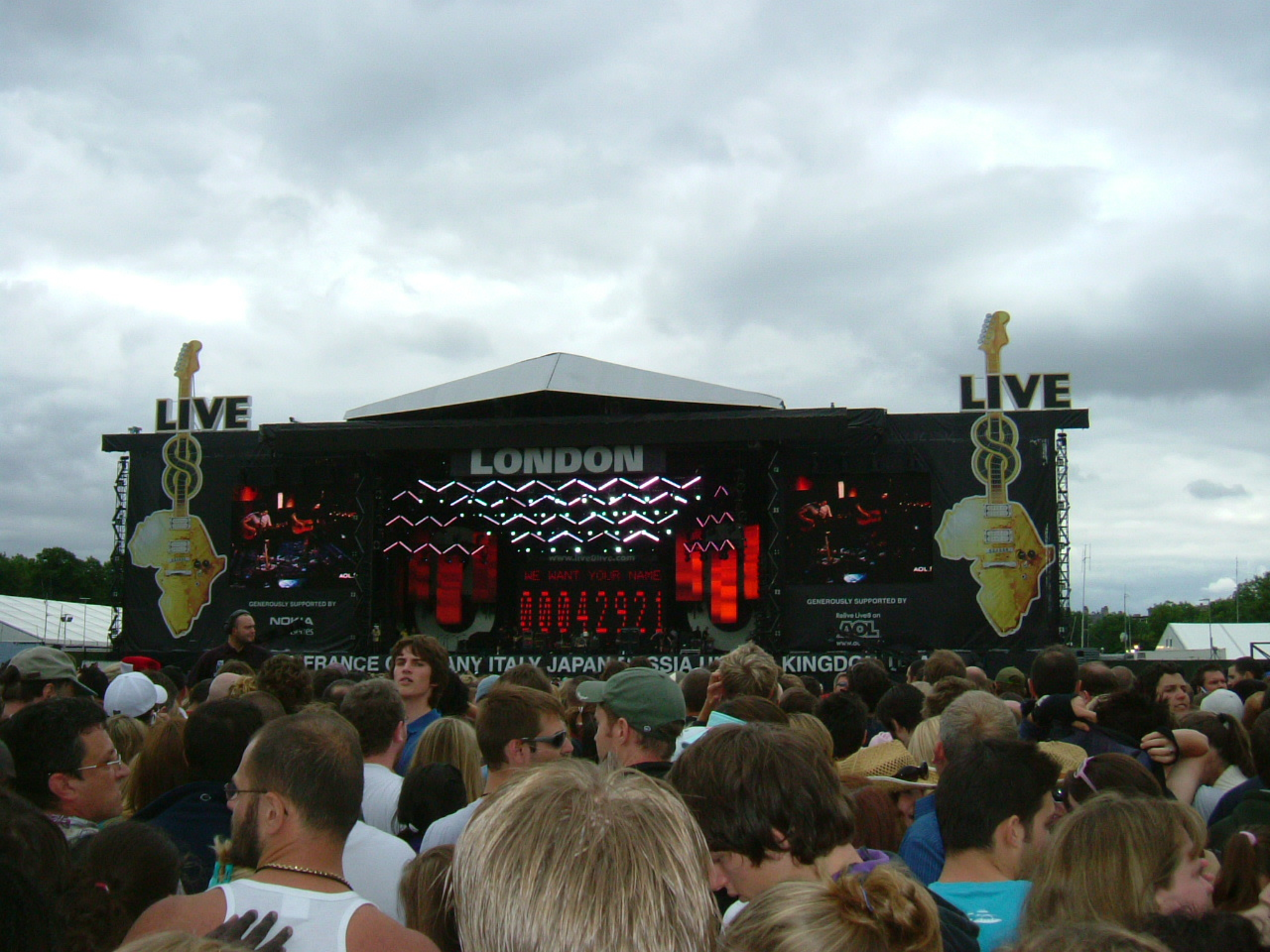
McCartney ocasionalmente canta a música em shows, inclusive no Live 8 em Londres em 2005

McCartney e U2 tocaram a música no início do show Live 8 no Hyde Park de Londres em julho de 2005. A canção, que começa com "It was twenty years ago, today" ("Foi há vinte anos, hoje"), foi escolhida entre outras para comemorar que o Live 8 ocorreu aproximadamente vinte anos após o Live Aid. O single foi lançado para caridade no iTunes, alcançando a posição 48 na Billboard Hot 100 e a posição 1 na parada de downloads do Reino Unido, estabelecendo um recorde mundial para a música online mais vendida de todos os tempos.
Em 4 de abril de 2009, McCartney cantou a música durante um show beneficente no Radio City Music Hall de Nova York e a transformou em "With a Little Help From My Friends", cantada por Starr.
Em 9 de fevereiro de 2014, durante um show tributo em comemoração à primeira aparição dos Beatles no The Ed Sullivan Show, 50 anos antes, McCartney cantou novamente "Sgt. Pepper's Lonely Hearts Club Band" e Starr cantou "With a Little Help from My Friends".

## Créditos
Segundo Ian MacDonald, Mark Lewisohn e Olivier Julien:
Full version
- Paul McCartney – vocal principal; guitarras solo, base e baixo
- John Lennon – vocal harmônico
- George Harrison – vocal harmônico, guitarra solo/rítmica
- Ringo Starr – bateria
- George Martin – órgão
- Neill Sanders – trompa francesa
- James W. Buck – trompa francesa
- Tony Randell – trompa francesa
- John Burden – trompa francesa

Reprise
- Paul McCartney – vocal principal, baixo, orgão Hammond
- John Lennon – vocal principal, guitarra rítmica
- George Harrison – vocal principal, guitarra principal
- Ringo Starr – vocal principal,[37] bateria, pandeiro, maracas

## Versões cover
Em 1967, Jimi Hendrix tocou a música ao vivo no Saville Theatre na Shaftesbury Avenue, que foi alugado por Brian Epstein, apenas três dias após seu lançamento em disco, com McCartney e Harrison na plateia. Outra versão ao vivo de Hendrix gravada no Isle of Wight Festival foi incluída em um álbum ao vivo póstumo, Blue Wild Angel: Live at the Isle of Wight. A banda de hair metal Zinatra fez um cover de parte da música sob o título "Peppermania" na versão de 2004 do álbum de estreia autointitulado da banda.
Em 2007, Bryan Adams e Stereophonics gravaram as duas versões da música do álbum para It Was 40 Years Ago Today, um filme para televisão com artistas contemporâneos gravando as músicas do álbum usando o mesmo estúdio, técnicos e técnicas de gravação do original. Em 2009, o Cheap Trick lançou um álbum ao vivo e um DVD chamado Sgt. Pepper Live, uma apresentação ao vivo de todo o álbum original, incluindo a música-título e o reprise. Em 2011, Robbie Williams cantou a música na turnê Progress do Take That.
Em 2013, a música foi interpretada por Ryder Lynn (Blake Jenner), Marley Rose (Melissa Benoist), Jake Puckerman (Jacob Artist) e Wade "Unique" Adams (Alex Newell) no episódio de Glee "Tina in the Sky with Diamonds".
The Flaming Lips gravou a música em seu álbum tributo faixa por faixa With a Little Help from My Fwends, lançado em 27 de outubro de 2014. Glim Spanky gravou um cover da música para Hello Goodbye, um álbum tributo de 2016 aos Beatles.

## Certificações
| País              | Certificação | Vendas  |
| ----------------- | ------------ | ------- |
| Reino Unido (BPI) | Prata        | 200 000 |